# Michel Levie

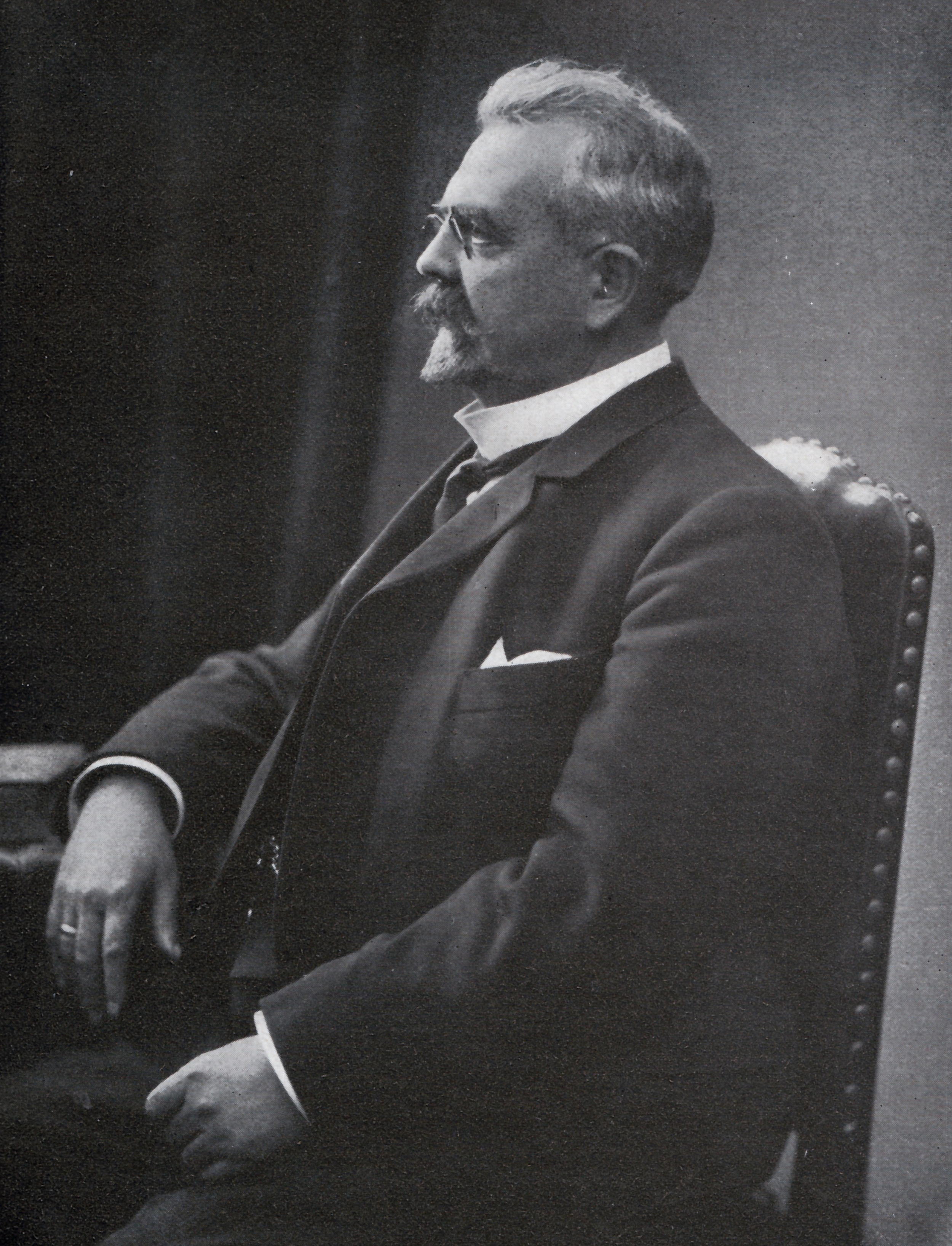

Michel Édouard Levie (Binche, 4 oktober 1851 - Sint-Joost-ten-Node, 6 maart 1939) was een Belgisch en politicus voor de Katholieke Partij.

## Biografie

### Studies
Michel Levie werd geboren in Binche en groeide op in een familie van handelaren. Hij volgde Grieks-Latijnse humaniora aan het Kleinseminarie Bonne-Espérance in Vellereille-les-Brayeux en studeerde vervolgens rechten aan de Katholieke Universiteit Leuven, waar hij in 1873 het diploma van doctor in de rechten behaalde. In Leuven had hij een leermeester gevonden, Charles Périn, die hem gevoelig had gemaakt voor sociale onrechtvaardigheid en de arbeiderskwestie, terwijl hij ook beïnvloed werd door de geschriften van Wilhelm Emmanuel von Ketteler, een sociaal-katholiek theoloog en bisschop van Mainz.

### Charleroi
Hij vestigde zich als advocaat in Charleroi en was actief aan het bureau waar cliënten, waaronder arbeiders, terechtkonden voor gratis consultaties, waarvan hij in 1882 de voorzitter werd. In 1890-91 was hij stafhouder aan de balie van Charleroi. 
Van 1886 tot 1891 was Levie arrondissementeel voorzitter van de Katholieke Partij in Charleroi. De katholieke congressen in Luik over de periode 1886-1890 gaven hem bekendheid. Hij verdedigde er de tussenkomst van de overheid in sociale kwesties, tegen anderen die alles aan het privé-initiatief en de weldadigheid wilden overlaten. Hij kwam op voor de verplichte verzekering tegen ziekte en ongevallen en voor het organiseren van vakbonden uitsluitend voor arbeiders, in tegenstelling tot degenen die verenigingen naar middeleeuws model (patroons en arbeiders in eenzelfde bond) verdedigden.
In 1886 stichtte hij een Comité van Sociale Werken in Charleroi. Zijn inspanningen waren gebaseerd op en vonden hun rechtvaardiging in de encycliek Rerum Novarum die in 1891 verscheen. Hij was voortaan in Charleroi betrokken bij de meeste initiatieven van christelijk-sociale werken. Zo stichtte hij de coöperatieve vennootschap Les Ouvriers réunis, die het centrum werd van alle gelijkgezinde initiatieven in Charleroi. Hierop volgden een bakkerij, een brasserie, een christelijke mutualiteit, een maatschappij van sociale woningbouw, een industriële school van de Aalmoezeniers van de Arbeid en een kantoor voor verenigingen van mijnwerkers en metaalbewerkers. Dit leverde hem tegenstand op van de socialisten en, binnen de eigen Katholieke Partij, van de conservatieven.
In de periode 1891-1893 werd Levie een van de sprekers die overal rondtrokken met een christendemocratische boodschap. Hij werd een van de eerste leden van de Ligue démocratique die door Joris Helleputte werd gesticht en waar hij onder meer Henri Carton de Wiart en Arthur Verhaegen in ontmoette. Hij ijverde voor algemeen stemrecht, evenredige vertegenwoordiging en gelijke behandeling van allen met betrekking tot de militaire dienstplicht. Binnen de Katholieke Partij bleef hij opkomen voor de eenheidspartij, waarbij hij echter een afzonderlijke arbeidersvleugel voorstond.
Na een hyperactieve periode werd Levie door ziekte geveld. Hij verliet de balie en werd medebestuurder met twee van zijn broers van een cementfabriek bij Haine-Saint-Pierre. Deze activiteit liet hem toe om zijn sociale en politieke inzet verder te zetten. In 1897 werd hij tevens lid van de Hoge Arbeidsraad en een jaar werd hij benoemd tot lid van de Hoge Raad voor Industrie en Handel.

### Politieke loopbaan
In 1900 werd hij voor het eerst verkozen tot lid van de Kamer van volksvertegenwoordigers voor het arrondissement Charleroi. Samen met Léon Mabille en Victor Delporte behoorde hij er tot de vertegenwoordigers van de christendemocratische arbeidersbeweging van Henegouwen. Hij werd lid van de Commissie voor Financiën en werd rapporteur van heel wat begrotingen van het ministerie van Financiën. In 1903 steunde hij een wetsontwerp van de toenmalige regering om een vergoeding voor arbeidsongevallen mogelijk te maken, alsook een verzekering tegen dergelijke ongevallen verplicht te maken. In het kader van de discussie over het statuut van de toekomstige steenkoolmijnen in Limburg pleitte hij in 1909 vurig voor de oplegging van een sociaal kader voor de toekomstige arbeiders, zoals het invoeren van een werkdag van negen uur. In het debat rond de invoering van de militaire dienstplicht dat jaar wist hij samen met collega-parlementsleden Léon Mabille en Arthur Verhaegen een vrijstelling voor geestelijken in vredestijd binnen te halen, die in ruil een opleiding tot verpleger-ambulancier moesten volgen. Ook wisten de drie christendemocraten de invoering van een pensioenleeftijd voor mijnwerkers te verwezenlijken: 55 jaar voor ondergrondse mijnwerkers en 60 jaar voor bovengrondse mijnarbeiders in het geval van invaliditeit. Vanaf 1904 was hij ook lid van het beschermingscomité van de Henegouwse afdeling van het Algemeen Secretariaat der Christelijke Beroepsverenigingen van België.
In juli 1911 werd Levie minister van Financiën in de regering-de Broqueville I en bleef dit tot in februari 1914. Hij maakte vooral werk van de noodzakelijke evolutie betreffende de inkomstenbelastingen. Voor het eerst kwam er een taks op de motorvoertuigen en op de cinemavertoningen. De patentbelasting werd afgeschaft en vervangen door een personenbelasting en een vennootschapsbelasting van 4 procent. Andere initiatieven van hem waren de oprichting van de Postcheck (1912) en van de Nationale Maatschappij voor Goedkope Woningen en Woonvertrekken, die in februari 1914 in de Kamer werd gestemd, maar door vertraging in de Senaat en door het uitbreken van de oorlog, pas in 1919 van kracht werd.
In februari 1914 nam Levie ontslag als minister en werd hij benoemd tot voorzitter van de raad van bestuur van de Nationale Maatschappij van Buurtspoorwegen, een ambt dat hij vervulde tot in 1938. Tijdens de Eerste Wereldoorlog gebruikte hij deze functie als dekmantel om, in opdracht van de Belgische regering in Le Havre, bijeenkomsten van de secretarissen-generaal van de ministeries en van parlementsleden te organiseren en als officieel tussenpersoon tussen de Belgische regering en het Nationaal Hulp- en Voedingskomiteit te fungeren. Als eerbetoon daarvoor werd hij na het einde van de oorlog in 1918 benoemd tot minister van Staat. Hij bleef verder in het parlement zetelen tot aan de verkiezingen van 1921 en was een groot voorstander van nationale eenheid tussen de drie grote partijen. Bij de verkiezingen van 1921 stelde hij zich geen kandidaat meer, maar toonde hij wel interesse in een benoeming tot gecoöpteerd senator, hetgeen echter werd verhinderd door zijn conservatieve partijgenoten. 
In 1919 zat hij de Belgische delegatie voor op de eerste Internationale Arbeidsconferentie in Washington. In 1921 zat hij in Genève de internationale conferentie voor gewijd aan de strijd tegen de slavenhandel van vrouwen en kinderen. Hij was van 1921 tot 1928 de eerste voorzitter van de Bond van de Kroostrijke Gezinnen, de latere Gezinsbond. Hij bleef ook nog andere verenigingen en vennootschappen voorzitten. Zo was hij voorzitter van de Assurances Générales en van de Deposito- en Consignatiekas. In 1938, 86 geworden, nam hij ontslag als voorzitter van de Buurtspoorwegen.

### Familie
Levie trouwde in 1879 in Châtelet met Marie Hermant (1858-1923). Ze kregen zes zoons en zes dochters, van wie er elf de volwassen leeftijd bereikten. Een zoon, Pierre Levie (1894-1914), overleed in Duffel als oorlogsvrijwilliger. Ze waren de schoonouders van Prosper Thuysbaert, notaris, rechtsgeleerde, hoogleraar aan de Katholieke Universiteit Leuven, burgemeester van Lokeren en voorzitter van de rovincieraad van Oost-Vlaanderen.